# Neuhardenberg
Neuhardenberg, tidigare fram till 1815 Quilitz och 1949–1990 Marxwalde, är en kommun och ort i östra Tyskland. Orten är belägen mitt i Landkreis Märkisch-Oderland, omkring 60 km öster om centrala Berlin, och ligger knappt 20 km från gränsen mot Polen vid Oder. De tidigare kommunerna Altfriedland och Wulkow uppgick i Neuhardenberg den 1 maj 1998 och Quappendorf den 26 oktober 2003.   Kommunen Gemeinde Neuhardenberg är säte för kommunalförbundet Amt Neuhardenberg, där även de angränsande kommunerna Gusow-Platkow och Märkische Höhe ingår.

## Historia
Samhället hade ursprungligen namnet Quilitz som omnämns för första gången 1348 i en urkund. Orten och det omkringliggande landskapet kom flera gånger att byta ägare mellan olika adliga släkter. De olika ägarna investerade bara måttligt i orten. Av en byggnad från 1717 finns en källare kvar som ingår i det nuvarande slottet. Under markgreve Karl Fredrik Albrekt av Brandenburg-Schwedt uppfördes mellan 1737 och 1745 flera ekonomibyggnader och den befintliga kyrkan ombyggdes till en större kyrka. Markgreven efterlämnade ingen son och därför tillföll ägorna den preussiska kronan. Kung Fredrik II av Preussen skänkte 1763 godset med byggnader till general Joachim Bernhard von Prittwitz som tack för generalens tjänster under slaget vid Kunersdorf. Generalen skyddade kungen under slaget då han befann sig i livsfara. Von Prittwitz lät uppföra det första slottet i orten. Under generalens son byggdes lantgodset ut. Flera byggnader uppfördes efter ritningar av den då unga och sedermera berömda arkitekten Karl Friedrich Schinkel. Dessutom behövde flera av de ursprungliga byggnaderna ersättas efter en storbrand 1801. I oktober 1811 flyttade generalens son till Schlesien och han sålde ägorna åter till den preussiska kronan.
Kung Fredrik Vilhelm III donerade godset 1815 till sin kansler Karl August von Hardenberg och i samband med detta namngavs godset till Neu-Hardenberg, uppkallat efter kanslerns stamsäte i Niedersachsen som givit upphov till släktnamnet.
Under Nazityskland var Neuhardenbergs slott mötesplats för medlemmar av den tyska motståndsrörelsen mot Hitler. Efter det misslyckande 20 juli-attentatet 1944 mot Hitler arresterades godsägaren greve Carl-Hans von Hardenberg av Gestapo. Innan sin arrestering hade han försökt begå självmord i slottets bibliotek, men överlevde och fördes till koncentrationslägret Sachsenhausen, där han överlevde kriget. De nazistiska myndigheterna konfiskerade godset till staten, och efter kriget kom jordreformen i den sovjetiska ockupationssektorn att bekräfta indragningen av Godset. Hardenberg lämnade därefter Östtyskland och bosatte sig i släktens hemtrakter i Niedersachsen, där han grundade en hjälporganisation.
Kommunfullmäktige beslutade 1949 att ändra ortens namn till Marxwalde, efter Karl Marx. År 1952 grundades Marxwaldes kollektivjordbruk och 1954–1955 började man omvandla byn till en socialistisk mönsterby. Nationale Volksarmee förlade 1957 en garnison och den 44:e transportflygeskadern till flygfältet utanför Marxwalde, och 1960 tillkom även den 8:e jaktflygeskadern.
Efter demokratiseringen av Östtyskland 1989–1990 röstade ortens kommunfullmäktige för att från januari 1991 åter ge orten sitt gamla namn Neuhardenberg, nu stavat utan bindestreck.
Släkten von Hardenberg återfick slottet efter Tysklands återförening och sålde 1996 slottet till den tyska sparbanksrörelsen. Ett år senare inleddes restaureringen av slottet och dess omgivningar. Slottsparken nyanlades och minnesmärket över kung Fredrik II av Preussen restaurerades. 2002 återinvigdes slottet i närvaro av Tysklands dåvarande förbundspresident Johannes Rau. Sedan dess är slottet lyxhotell och har bland annat används som mötesplats av Tysklands förbundsregering.

## Kända ortsbor
- Johann Friedrich Grael (1707–1740), byggmästare.
- Sigmund Jähn (född 1937), Östtysklands förste kosmonaut och förste tysk i rymden. Bodde 1960-1978 i dåvarande Marxwalde.